# Alicja Abczyńska
Alicja Henryka Kaltenberg-Abczyńska, znana pod pseudonimem Ciocia Stasia (ur. 9 lutego 1900 w Malkowiczach, zm. 26 kwietnia 1989 w Warszawie) – powstaniec warszawski, łączniczka i sanitariuszka AK, członkini Batalionu „Zośka”.

## Życiorys
Córka Henryka i Pauliny Berntowej, siostra Piotra Kaltenberga. Początkowo pracowała jako sekretarka w Centralnej Szkole Pożarniczej, była też łączniczką ŁODR-u. W trakcie powstania warszawskiego została sanitariuszką AK i członkinią Batalionu „Zośka”. Przydzielona do rejonu Stare Miasto, leczyła rannych powstańców w szpitalach przy ulicy Mławskiej i Zakroczymskiej. Gdy okupanci zajęli dzielnicę, dostała się do niewoli. Końcówkę wojny spędziła w obozach we Flossenbürgu i Ravensbrück, po jej zakończeniu wróciła do kraju.
Zmarła 26 kwietnia 1989 w Warszawie, pochowano ją na miejscowym cmentarzu ewangelicko-augsburskim.

## Odznaczenia
Alicja Abczyńska została uhonorowana:
- Krzyżem Kawalerskim Orderu Odrodzenia Polski
- Krzyżem Oświęcimskim
- Warszawskim Krzyżem Powstańczym
- Medalem Zwycięstwa i Wolności 1945
- Odznaką Grunwaldzką